# 伊弗寧謝德 (密蘇里州)
伊弗寧謝德（英語：Evening Shade）是位於美國密蘇里州德克薩斯縣的非建制地區。

## 歷史
伊弗寧謝德的郵局於1900年設立，其後於1957年停運。

## 地理
伊弗寧謝德所處的海拔為高於海平面410米（即1345英呎），而該地所採用的時區為UTC-6，即北美中部時區（CST）。同時該地設有夏令時間，為UTC-6調快一小時，即UTC-5（CDT）。